# Серёжников, Виктор Константинович
Виктор Константинович Серёжников (1873—1944) — российский и советский философ
, переводчик и педагог.

## Биография
Родился в обедневшей казачьей семье, в 1892 году за счёт астраханского казачьего войска окончил астраханскую гимназию с золотой медалью и этом же году поступил на юридический факультет Петербургского университета, где учился также за счёт казачьего войска. В 1897 году окончил университет с дипломом первой степени, работал присяжным поверенным. Не позднее 1902 года включился в революционную деятельность. При расколе социал-демократической партии стал одним из лидеров меньшевистского крыла в Астрахани.
Был выслан за границу с 1907 по 1912 год. 25 июня 1917 года по списку объединённых социал-демократов был избран гласным Московской городской думы.
После Октябрьского переворота 1917 года занял должность профессора философии вновь организованной Социалистической академии общественных наук в Москве (1918), а также принимал активное участие в создании Смоленского университета и был его первым ректором с 1918 по 1923 годы. В 1923 году В. К. Серёжников возвращается на работу в Москву, где занимал должность декана факультета общественных наук МГУ (1923—1925), преподавал в РАНИОНе, а также занимал ряд других должностей в МГУ: заведующий кафедрой истмата и диамата факультета литературы и искусства (1930—1931), профессор кафедры истории классовой борьбы и ленинизма факультета советского права (1926—1930), профессор кафедры исторического материализма этнологического факультета (1925—1926), председатель общественно-педагогического отделения (1923), профессор кафедры исторического материализма (1923—1925), член Правления МГУ (1929).
В марте 1932 году назначен директором Ленинградского университета и занимал эту должность до октября 1933 года, в 1934 году был директором Исторического музея. В 1932—1938 годах работал профессором философского факультета МИФЛИ.
В. К. Серёжников свободно владел латинским, греческим, французским и немецким языками. Перевел сочинения Ламетри, Дидро, Платона. Опубликовал ряд научных работ по истории философии, диалектическому и историческому материализму, одну из первых в стране хрестоматий по диалектическому материализму. В 1937 году В. К. Серёжникову по совокупности трудов была присвоена ученая степень доктора философских наук.
27 апреля 1938 года В. К. Серёжников был арестован, 10 сентября 1941 года осуждён, умер в заключении в 1944 году. Реабилитирован посмертно 28 сентября 1955 года.

## Основные работы
Книги
- Ламетри (1925);
- «Факультет общественных наук (Ф. О.Н.) Первого Московского государственного университета. Сборник статей» (1925, редакиорг);
- Исторический материализм. Вып. I, 1928, вып. II, 1929;
- Очерки по истории философии (1929);
- Диалектический материализм. М.: МГУ, 1930;
- Как работать в семинарии. Опыт работы в семинарии по историческому материализму (1930);
- Кант (1937);
- Сократ. Основные проблемы философии Платона (1937)

Статьи
- Учение Канта о времени и пространстве перед судом физиологии // Под знаменем марксизма. 1924. № 4-5. С. 50-59.
- Учение Канта о праве и государстве // Советское право. 1924. № 3. С. 40-50.
- Диалектика мира по Аристотелю // Под знаменем марксизма. 1936. № 7. С. 82-97.
- Социально-политическая теория Аристотеля // Под знаменем марксизма. 1936. № 9. С. 19-45.